# 3341 Hartmann
3341 Hartmann eller 1980 OD är en asteroid i huvudbältet som upptäcktes den 17 juli 1980 av den amerikanske astronomen Edward L.G. Bowell vid Anderson Mesa Station. Den är uppkallad efter den amerikanske astronomen William K. Hartmann.
Asteroiden har en diameter på ungefär 12 kilometer.